# Рифиљио (Арецо)
Рифиљио је насеље у Италији у округу Арецо, региону Тоскана.
Према процени из 2011. у насељу је живело 129 становника. Насеље се налази на надморској висини од 413 м.